# Campionati europei di atletica leggera indoor 2023 - 800 metri piani maschili
La gara dei 800 metri piani maschili ai campionati europei di atletica leggera indoor di Istanbul 2023 si svolge dal 2 al 5 marzo 2023 presso l'Ataköy Athletics Arena.

## Podio
| Pos.    | Atleta          | Nazionalità |
| ------- | --------------- | ----------- |
| Oro     | Adrián Ben      | Spagna      |
| Argento | Benjamin Robert | Francia     |
| Bronzo  | Elliot Crestan  | Belgio      |

## Qualificazione
28 atleti sono qualificati su un target di 30, sulla base del minimo indoor di 1'46"75	(all’aperto: 1'44"70) e dei World Athletics Rankings. Il miglior tempo di accredito è 1'45"04 del belga Tibo De Smet.

## Record
| Record                | Record           | Record  | Record          | Record       |
| --------------------- | ---------------- | ------- | --------------- | ------------ |
| Record mondiale       | Wilson Kipketer  | 1'42"67 | Parigi, Francia | 9 marzo 1997 |
| Record europeo        | Wilson Kipketer  | 1'42"67 | Parigi, Francia | 9 marzo 1997 |
| Record dei campionati | Paweł Czapiewski | 1'44"78 | Vienna, Austria | 3 marzo 2002 |

## Programma
| Data         | Ora   | Turno      |
| ------------ | ----- | ---------- |
| 2 marzo 2023 | 19:00 | Batterie   |
| 4 marzo 2023 | 19:35 | Semifinali |
| 5 marzo 2023 | 20:22 | Finale     |

## Risultati

### Batterie
Si qualificano alle semifinali i primi due classificati delle cinque batterie (Q) e gli ulteriori due atleti più veloci (q).
| Pos. | Batt. | Atleta                 | Nazione              | Tempo   | Note                                     |
| ---- | ----- | ---------------------- | -------------------- | ------- | ---------------------------------------- |
| 1    | 4     | Amel Tuka              | Bosnia ed Erzegovina | 1'47"22 | Q                                        |
| 2    | 1     | Catalin Tecuceanu      | Italia               | 1'47"24 | Q                                        |
| 3    | 1     | Adrián Ben             | Spagna               | 1'47"32 | Q                                        |
| 4    | 4     | Javier Mirón           | Spagna               | 1'47"38 | Q                                        |
| 5    | 4     | Guy Learmonth          | Gran Bretagna        | 1'47"51 | q                                        |
| 6    | 3     | Eliott Crestan         | Belgio               | 1'47"76 | Q                                        |
| 7    | 4     | Balázs Vindics         | Ungheria             | 1'47"82 | q                                        |
| 8    | 3     | Andreas Kramer         | Svezia               | 1'47"86 | Q                                        |
| 9    | 5     | Benjamin Robert        | Francia              | 1'47"92 | Q                                        |
| 10   | 5     | Simone Barontini       | Italia               | 1'47"94 | Q                                        |
| 11   | 1     | Bram Buigel            | Paesi Bassi          | 1'47"95 |                                          |
| 12   | 1     | Filip Šnejdr           | Rep. Ceca            | 1'48"35 |                                          |
| 13   | 5     | Tibo De Smet           | Belgio               | 1'48"43 |                                          |
| 14   | 3     | Tony van Diepen        | Paesi Bassi          | 1'48"50 |                                          |
| 15   | 1     | Abedin Mujezinović     | Bosnia ed Erzegovina | 1'48"77 | Miglior prestazione personale stagionale |
| 16   | 3     | John Fitzsimons        | Irlanda              | 1'49"36 |                                          |
| 17   | 5     | Marino Bloudek         | Croazia              | 1'49"41 |                                          |
| 18   | 4     | Aurèle Vandeputte      | Belgio               | 1'49"48 | Miglior prestazione personale stagionale |
| 19   | 2     | Mateusz Borkowski      | Portogallo           | 1'49"88 | (.871) Q                                 |
| 19   | 4     | Cristian Gabriel Voicu | Romania              | 1'49"88 | (.871)                                   |
| 21   | 3     | Jan Vukovič            | Slovenia             | 1'49"90 |                                          |
| 22   | 2     | Joonas Rinne           | Finlandia            | 1'50"13 | Q                                        |
| 23   | 1     | Robin Oester           | Svizzera             | 1'50"40 |                                          |
| 24   | 2     | José Carlos Pinto      | Portogallo           | 1'50"57 |                                          |
| 25   | 3     | Christos Kotitsas      | Grecia               | 1'50"82 |                                          |
| 26   | 2     | Saúl Ordóñez           | Spagna               | 1'51"72 |                                          |
| 27   | 5     | Ole Jakob Solbu        | Norvegia             | 1'54"10 |                                          |
| -    | 2     | Mark English           | Irlanda              | dns     |                                          |

### Semifinali
Si qualificano alla finale i primi tre atleti di ogni semifinale (Q) e gli ulteriori due atleti più veloci (q).
| Pos. | Semi | Atleta            | Nazionalità          | Tempo   | Note                          |
| ---- | ---- | ----------------- | -------------------- | ------- | ----------------------------- |
| 1    | 2    | Adrián Ben        | Spagna               | 1'46"82 | Q                             |
| 2    | 2    | Eliott Crestan    | Belgio               | 1'46"84 | Q                             |
| 3    | 1    | Benjamin Robert   | Francia              | 1'47"11 | (.102) Q                      |
| 4    | 2    | Andreas Kramer    | Svezia               | 1'47"11 | (.107) Q                      |
| 5    | 2    | Simone Barontini  | Italia               | 1'47"13 | q                             |
| 6    | 2    | Guy Learmonth     | Gran Bretagna        | 1'47"50 | q                             |
| 7    | 1    | Amel Tuka         | Bosnia ed Erzegovina | 1'47"53 | (.524) Q                      |
| 8    | 1    | Catalin Tecuceanu | Italia               | 1'47"53 | (.529) Q                      |
| 9    | 1    | Mateusz Borkowski | Polonia              | 1'47"55 |                               |
| 10   | 1    | Javier Miron      | Spagna               | 1'47"89 |                               |
| 11   | 2    | Joonas Rinne      | Finlandia            | 1'47"96 | Miglior prestazione personale |
| 12   | 1    | Balázs Vindics    | Ungheria             | 1'48"16 |                               |

### Finale[3]
| Pos.    | Corsia | Atleta            | Nazione              | Tempo   | Note   |
| ------- | ------ | ----------------- | -------------------- | ------- | ------ |
| Oro     | 4      | Adrián Ben        | Spagna               | 1'47"34 | (.335) |
| Argento | 3      | Benjamin Robert   | Francia              | 1'47"34 | (.338) |
| Bronzo  | 2      | Eliott Crestan    | Belgio               | 1'47"65 |        |
| 4       | 2      | Amel Tuka         | Bosnia ed Erzegovina | 1'47"90 |        |
| 5       | 6      | Andreas Kramer    | Svezia               | 1'48"15 |        |
| 6       | 1      | Guy Learmonth     | Gran Bretagna        | 1'48"46 |        |
| 7       | 5      | Catalin Tecuceanu | Italia               | 1'48"54 |        |
| 8       | 3      | Simone Barontini  | Italia               | 1'48"63 |        |